# Claes Samuel Lybecker
Claes Samuel Lybecker, född 27 juli 1765 på Koskis i Vemo socken, död 17 maj 1850 i Nederluleå socken, var en svensk friherre, militär och tullman.

## Biografi
Claes Samuel Lybecker var son till hovjunkaren Claes Lybecker. Han blev 1780 kornett vid Norra skånska kavalleriregementet. Lybecker befordrades 1783 till Livdrabantkåren, 1788 kommenderades han till kriget i Finland och 1794 erhöll han ryttmästares avsked. 1809 kommenderades han dock som generalvagnsmästare till armén i Västerbotten och deltog i träffningen vid Ratan. 1816 avlade Lybecker överjägmästarexamen och fick 1817 kaptensfullmakt och var därefter tullombudsman i Västerbotten till 1827, då han anställdes som kontrollör vid tullverket i Haparanda, en befattning han innehade till sin pension 1830. Återstoden av sitt liv tillbringade Lybecker som jordbrukare i Ersnäs, Nederluleå socken. Den originelle "Ersnäs-baronen" kom att bli en legendomspunnen gestalt i trakten. Rykten gick att han på grund av delaktighet i attentatet mot Gustav III bosatt sig i Norrland. En mängd anteckningar finns bevarade efter Lybecker, däribland några dikter, men huvudsakligen meteorologiska iakttagelser, väderförutsägelser och kommentarer till bondepraktikan.